# Mergus miscellus
Mergus miscellus är en utdöd fågel i familjen änder inom ordningen andfåglar. Den beskrevs 1978 utifrån fossila lämningar från miocen funna i Virginia, USA.